# Фенуик-Айленд (Делавэр)
Фенуик-Айленд (англ. Fenwick Island) — город в округе Сассекс в штате Делавэр США. По данным переписи 2020 года, численность населения составляла 343 человека.

## Население
| 2010 | 2020 |
| ---- | ---- |
| 379  | ↘343 |